# وری کلک
وری کلک، روستایی از توابع بخش گچی شهرستان ملکشاهی در استان ایلام ایران است.

## جمعیت
این روستا در دهستان گچی قرار دارد و براساس سرشماری مرکز آمار ایران در سال ۱۳۸۵، جمعیت آن ۷۴۴ نفر (۱۰۰خانوار) بوده‌است.